# Symboly Jihomoravského kraje

Znak Jihomoravského kraje

Vlajka Jihomoravského kraje
Poměr stran: 2:3

Symboly Jihomoravského kraje jsou znak, vlajka a logo. Znak a vlajku udělil kraji rozhodnutím č. 31 ze dne 25. listopadu 2003 předseda Poslanecké sněmovny Parlamentu České republiky Lubomír Zaorálek. Kraj získal své symboly jako poslední z krajů. Tímto aktem, po zřejmě nejsložitějším schvalování ze všech krajů, byl završen proces přijímání krajských symbolů České republiky.
Poslední verze loga, které ale není oficiálním symbolem, byla schválena Radou Jihomoravského kraje v roce 2018.

## Popis symbolů

### Znak
Oficiální popis: „Modro-červeně čtvrcený štít, v prvním poli moravská orlice, ve druhém poli stříbrné břevno pod stříbrným temenem, ve třetím poli zlatý vinný hrozen s listem a úponkem, ve čtvrtém poli zlato-červeně šachovaná korunovaná orlice se zlatou zbrojí.“

### Vlajka
Vlajka kraje je heraldická, tzn. odvozená z krajského znaku prostým přepisem na list o poměru stran 2:3.
Oficiální popis: „Čtvrcený list. Horní žerďové pole modré s moravskou orlicí. Dolní žerďové pole červené se žlutým vinným hroznem s listem a úponkem. Horní vlající pole tvoří čtyři vodorovné pruhy, střídavě bílé a červené, v poměru 1:2:2:2. Dolní vlající pole modré se žluto-červeně šachovanou korunovanou orlicí se žlutou zbrojí.“

### Logo
Logo Jihomoravského kraje je tvořeno čistou typografií: modrým nápisem Jihomoravský kraj (ale všechna písmena, tedy i písmeno "J" jsou minuskule. Písmeno "m" je navíc zvýrazněno červenou barvou a jeho jednotlivé nožičky jsou prodlouženy směrem dolů. Písmo navrhl Martin Vácha.

## Symbolika
První a čtvrté pole znaku a vlajky zaujímají historické znaky Moravy, na jejímž historickém území se kraj rozkládá. Moravská orlice v prvním poli představuje znak Moravy platný do roku 1915 a po roce 1918, orlice ve čtvrtém poli pak znak platný v letech 1915-1918. Stříbrno-červeně šachovaná orlice se zlatou korunou, jazykem a zbrojí v modrém poli je moravským zemským symbolem již od dob Přemyslovců. V roce 1462 vydal císař Svaté říše římské Fridrich III. Habsburský erbovní listinu (znakové privilegium), v níž měnil šachování orlice na zlato-červené. Právní platnost listiny a konkrétní účinek na moravský znak a barvy jsou ale značně nejasné. Druhé pole je tvořeno pruhy z brněnského znaku, třetí s hroznem je symbolem celého kraje.

Moravská orlice
Znak města Brna

V logu zvýrazněné písmeno "m", resp. jeho tři dříky spojené do jednoho, symbolizuje propojení minulosti, současnosti a budoucnosti a také společnou cestu. Směr prodloužení nožiček naznačuje jih (Jižní Morava) a návrat ke kořenům. Barvy vycházejí z tradičních barev, tvarů a z moravské keramiky fajáns, krojů a architektury. Písmenem také (podle výkladu) začínají důležité pojmy kraje: Morava, Macocha, Moravský kras, Mohyla míru, ale také modrotisk nebo muzea.

## Historie

### Historie znaku a vlajky
Po vzniku krajů v dnešní podobě (s účinností od 1. ledna 2001) ustavila v březnu 2001 Rada, tehdy Brněnského kraje, sedmičlennou komisi pro vytvoření krajských symbolů. Ve vypsané soutěži navrhlo 17 účastníků 36 variant symbolů, z kterých však komise žádný nedoporučila. 8. června 2001 však Rada svým usnesením vyjádřila svou představu o podobě krajských symbolů. Ta vycházela z návrhů Iva Durce, historika, archiváře, heraldika a výtvarníka z Rajhradu a Ivana Koláčného, biologa, heraldika a faleristika z Brna. Návrh měl mít čtvrcený znak/list s červeno-stříbrně šachovanou moravskou orlicí, brněnským městským znakem z roku 1646 (orel) se současným městským znakem na prsou orla, modrým hroznem vína se zeleným listem ve zlatém poli a zlato-červeně šachovanou moravskou orlicí. Vlajka měla být tvořena modrým listem s červeno-bíle šachovanou moravskou orlicí ve středu listu. Orlice měla mít na prsou zlatý štítek s modrým hroznem vína se zeleným listem.
21. června 2001 se na jednání zastupitelstva kraje někteří zastupitelé (např. Ivan Ohlídal) ohradili proti symbolu habsburského orla, užívaného za období násilné rekatolizace i za okupace. Zastupitelstvo však návrh symbolů schválilo a požádalo o jejich udělení.
25. června 2001 reagovali odborníci z Jihomoravského kraje peticí (Moravská genealogická a heraldická společnost a tři desítky odborníků, převážně z Historického ústavu Filozofické fakulty Masarykovy univerzity), která požadovala revokaci rozhodnutí zastupitelstva o znaku a vlajce. Petice obsahovala:
- Historické souvislosti použité symboliky
- Kritické zhodnocení návrhu symbolů
- Návrh na symboly odpovídající kritériím (připravil Historický ústav Filozofické fakulty Masarykovy univerzity)

Návrh (připravil Karel Maráz(?)) tvořil dvě červeno-stříbrné šachované moravské orlice, znak města Brna a zlatý hrozen s listem v červeném poli.
21. března 2002 Podvýbor pro heraldiku a vexilologii nedoporučil návrh schválený krajským zastupitelstvem 21. června 2001. Zastupitelstvo trvalo na návrhu, tehdejší předseda parlamentu Václav Klaus symboly neudělil.
29. října 2003 přivezl hejtman Jihomoravského kraje Stanislav Juránek na zasedání podvýboru (kromě již dříve neschváleného) i nový návrh obsahující červeno-stříbrnou orlici (moravská orlice) a červeno-zlatou šachovanou orlici, brněnský znak a zlatý hrozen s listem v červeném poli. Podvýbor návrh schválil (podmínečně, pokud bude schválen i krajským zastupitelstvem). 6. listopadu 2003 zastupitelstvo návrh, jehož grafickou podobu vytvořil Jaroslav Petr, schválil.
Usnesením č. 110/2003 ze dne 12. listopadu 2003 doporučil Výbor pro vědu, vzdělání, mládež a tělovýchovu udělení znaku a praporu. Rozhodnutím č. 31 ze dne 25. listopadu 2003 udělil kraji symboly předseda Poslanecké sněmovny Lubomír Zaorálek. Slavnostní předání dekretu do rukou hejtmana Jihomoravského kraje Stanislava Juránka proběhlo v místnosti státních aktů Poslanecké sněmovny dne 5. března 2004.

### Historie loga
Předchozí logo bylo zavedeno v roce 2010. Logo bylo tvořeno třemi oblouky v modré, žluté a zelené barvě. Šlo o inovaci původního loga, které bylo vybráno na jaře 2002. To mělo charakterizovat komplexní profil kraje a posílit image Jihomoravského kraje se zdůrazněním tradiční kultury, historie, pohostinnosti, možností turistických atraktivit a rozvoje regionu. Z 24 došlých návrhů vybrala porota složená z krajských radních jako vítězný návrh, který předložila Agentura Bravissimo ze Znojma. Zdůvodnění návrhu loga bylo následující: Hladké křivky mají vyjadřovat klidnou, mírně zvlněnou krajinu plnou zeleně, s modrou oblohou prostoupenou slunečními paprsky.
15. května 2018 byla vyhlášena Veřejná zakázka na nové logo. Ze šesti návrhů čtyř agentur vybrala komise, složená ze zástupců kraje i z řad odborníků, návrh agentury Dorland. Celková cena za vytvoření loga a manuálu, grafické práce a návrhy a tvorba marketingových kampaní dosáhla 1,9 milionu Kč (bez DPH).